# Romaniotisk judendom
Romaniotisk judendom syftar på en mindre lokal grupp inom dagens rabbinska judendom som främst består av grekisktalande judar. De kommer från trakterna kring det gamla antikens Grekland (Hellas) och finns sedan ett hundratal år tillbaka även i Albanien och de södra delarna i Italien. Inriktningen är berömd för sin särpräglade arkitektur när det gäller byggandet av synagogor. Sedan 1400-talet har romaniterna tagit starka intryck av främst den sefardiska traditionen.